# Eisschnelllauf-Weltcup 2020/21
Der ISU-Eisschnelllauf-Weltcup 2020/21 (offiziell: ISU World Cup Speed Skating 2020/21) war eine von der ISU organisierte Wettkampfserie für Eisschnellläufer. Als Folge der COVID-19-Pandemie fanden sämtliche internationale Eisschnelllauf-Veranstaltungen des Winters im niederländischen Heerenveen statt, darunter die beiden einzigen Weltcups Ende Januar 2021.

## Wettkampfkalender

### Ursprünglicher Plan
Im April 2020 gab die ISU bekannt, dass der Weltcupkalender für die Saison 2020/21 wie in den vorangegangenen Wintern sechs Stationen umfassen sollte. Diese Wettbewerbe umfassten einen Zeitraum vom 13. November 2020 bis zum 7. März 2021:
| Datum             | Ort                 | Veranstaltung      |
| ----------------- | ------------------- | ------------------ |
| 13.11.–15.11.2020 | Tomaszów Mazowiecki | Weltcup (abgesagt) |
| 20.11.–22.11.2020 | Stavanger           | Weltcup (abgesagt) |
| 04.12.–06.12.2020 | Salt Lake City      | Weltcup (abgesagt) |
| 11.12.–13.12.2020 | Calgary             | Weltcup (abgesagt) |
| 17.02.–18.02.2021 | Changchun           | Weltcup (abgesagt) |
| 06.03.–07.03.2021 | Heerenveen          | Weltcup (abgesagt) |

### Absagen und Neuplanung der Saison
In Anbetracht der Entwicklungen um die COVID-19-Pandemie entschied der ISU-Rat (ISU Council) am 28. August 2020 die Absage der ersten vier Stationen. Stattdessen bot das niederländische Heerenveen – im März auch als Austragungsort des Saisonfinals eingeplant – an, zusätzliche Wettkämpfe im November und Dezember 2020 auszutragen, wobei sich die Athleten dauerhaft an einem Ort befinden sollten (in den Pressemitteilungen des Verbandes als Hub Concept bezeichnet). Nach Rücksprache mit den nationalen Mitgliedsverbänden lehnte der Rat die Durchführung dieser Wettkämpfe 2020 als „verfrüht“ ab, beschloss aber im November 2020 die Umsetzung des Hub Concepts in Heerenveen im Januar und Februar 2021. Die beiden verbliebenen Weltcups aus dem ursprünglichen Kalender wurden ebenfalls abgesagt.
Der folgende Kalender bildet den Planungsstand der Eisschnelllaufsaison vom 21. Januar 2021 ab, inklusive der vorgesehenen internationalen Meisterschaften.
| Datum             | Ort        | Veranstaltung                               |
| ----------------- | ---------- | ------------------------------------------- |
| 16.01.–17.01.2021 | Heerenveen | Europameisterschaften (Allround und Sprint) |
| 22.01.–24.01.2021 | Heerenveen | Weltcup                                     |
| 29.01.–31.01.2021 | Heerenveen | Weltcup                                     |
| 11.02.–14.02.2021 | Heerenveen | Weltmeisterschaften                         |

Beide Weltcups haben den gleichen Zeitplan: Am Freitag finden die Teamverfolgungen der Männer und Frauen statt. Am Samstag werden die 1500-Meter-Rennen und die Finals im Massenstart gelaufen. An beiden Wochenenden bestreiten die Sportler zwei 500-Meter-Rennen, eines am Samstag, eines am Sonntag. Zudem stehen am letzten Tag des Wochenendes noch die 1000-Meter-Rennen auf dem Programm sowie der Wettkampf über 3000 Meter (für Frauen) beziehungsweise über 5000 Meter (für Männer).

## Frauen

### Weltcup-Übersicht
| Datum           | Austragungsort | Disziplin      | Erster Platz                                            | Zweiter Platz                                            | Dritter Platz                                          |
| --------------- | -------------- | -------------- | ------------------------------------------------------- | -------------------------------------------------------- | ------------------------------------------------------ |
| 22. Januar 2021 | Heerenveen     | Teamverfolgung | KanadaIvanie Blondin Isabelle Weidemann Valérie Maltais | NiederlandeIreen Wüst Carlijn Achtereekte Melissa Wijfje | NorwegenIda Njåtun Marit Fjellanger Bøhm Ragne Wiklund |
| 23. Januar 2021 | Heerenveen     | 500 m          | Femke Kok                                               | Angelina Golikowa                                        | Heather McLean                                         |
| 23. Januar 2021 | Heerenveen     | 1500 m         | Brittany Bowe                                           | Ireen Wüst                                               | Antoinette de Jong                                     |
| 23. Januar 2021 | Heerenveen     | Massenstart    | Irene Schouten                                          | Ivanie Blondin                                           | Marijke Groenewoud                                     |
| 24. Januar 2021 | Heerenveen     | 500 m          | Femke Kok                                               | Angelina Golikowa                                        | Olga Fatkulina                                         |
| 24. Januar 2021 | Heerenveen     | 1000 m         | Brittany Bowe                                           | Jorien ter Mors                                          | Femke Kok                                              |
| 24. Januar 2021 | Heerenveen     | 3000 m         | Irene Schouten                                          | Antoinette de Jong                                       | Joy Beune                                              |
| 29. Januar 2021 | Heerenveen     | Teamverfolgung | KanadaIvanie Blondin Isabelle Weidemann Valérie Maltais | NiederlandeIreen Wüst Irene Schouten Antoinette de Jong  | NorwegenIda Njåtun Marit Fjellanger Bøhm Ragne Wiklund |
| 30. Januar 2021 | Heerenveen     | 500 m          | Femke Kok                                               | Angelina Golikowa                                        | Vanessa Herzog                                         |
| 30. Januar 2021 | Heerenveen     | 1500 m         | Brittany Bowe                                           | Antoinette de Jong                                       | Ireen Wüst                                             |
| 30. Januar 2021 | Heerenveen     | Massenstart    | Irene Schouten                                          | Ivanie Blondin                                           | Jelisaweta Golubewa                                    |
| 31. Januar 2021 | Heerenveen     | 500 m          | Femke Kok                                               | Angelina Golikowa                                        | Darja Katschanowa                                      |
| 31. Januar 2021 | Heerenveen     | 1000 m         | Brittany Bowe                                           | Angelina Golikowa                                        | Femke Kok                                              |
| 31. Januar 2021 | Heerenveen     | 3000 m         | Natalja Woronina                                        | Antoinette de Jong                                       | Irene Schouten                                         |

### Weltcupstände
Endstand

#### 500 Meter
| Rang | Name              | Land        | Punkte |
| ---- | ----------------- | ----------- | ------ |
| 1    | Femke Kok         | Niederlande | 240    |
| 2    | Angelina Golikowa | Russland    | 216    |
| 3    | Olga Fatkulina    | Russland    | 177    |
| 4    | Michelle de Jong  | Niederlande | 146    |
| 5    | Vanessa Herzog    | Österreich  | 143    |
| 6    | Hanna Nifantawa   | Belarus     | 136    |
| 7    | Andżelika Wójcik  | Polen       | 133    |
| 8    | Heather McLean    | Kanada      | 131    |
| 9    | Irina Kuznetsova  | Russland    | 126    |
| 10   | Kaja Ziomek       | Polen       | 120    |

#### 1000 Meter
| Rang | Name                | Land               | Punkte |
| ---- | ------------------- | ------------------ | ------ |
| 1    | Brittany Bowe       | Vereinigte Staaten | 120    |
| 2    | Jorien ter Mors     | Niederlande        | 97     |
| 3    | Femke Kok           | Niederlande        | 96     |
| 4    | Angelina Golikowa   | Russland           | 88     |
| 5    | Ireen Wüst          | Niederlande        | 78     |
| 6    | Jelisaweta Golubewa | Russland           | 74     |
| 7    | Natalia Czerwonka   | Polen              | 71     |
| 8    | Olga Fatkulina      | Russland           | 66     |
| 9    | Jekaterina Aidowa   | Kasachstan         | 60     |
| 10   | Ivanie Blondin      | Kanada             | 59     |

#### 1500 Meter
| Rang | Name                | Land               | Punkte |
| ---- | ------------------- | ------------------ | ------ |
| 1    | Brittany Bowe       | Vereinigte Staaten | 120    |
| 2    | Antoinette de Jong  | Niederlande        | 102    |
| 3    | Ireen Wüst          | Niederlande        | 102    |
| 4    | Jewgenija Lalenkowa | Russland           | 86     |
| 5    | Natalia Czerwonka   | Polen              | 72     |
| 6    | Jelisaweta Golubewa | Russland           | 71     |
| 7    | Nadeschda Morosowa  | Kasachstan         | 68     |
| 8    | Ragne Wiklund       | Norwegen           | 66     |
| 9    | Martina Sáblíková   | Tschechien         | 66     |
| 10   | Irene Schouten      | Niederlande        | 62     |

#### 3000/5000 Meter
| Rang | Name                   | Land        | Punkte |
| ---- | ---------------------- | ----------- | ------ |
| 1    | Irene Schouten         | Niederlande | 108    |
| 2    | Antoinette de Jong     | Niederlande | 108    |
| 3    | Natalja Woronina       | Russland    | 94     |
| 4    | Joy Beune              | Niederlande | 88     |
| 5    | Martina Sáblíková      | Tschechien  | 86     |
| 6    | Isabelle Weidemann     | Kanada      | 78     |
| 7    | Francesca Lollobrigida | Italien     | 70     |
| 8    | Reina Anema            | Niederlande | 69     |
| 9    | Ragne Wiklund          | Norwegen    | 68     |
| 10   | Jewgenija Lalenkowa    | Russland    | 61     |

#### Massenstart
| Rang | Name                  | Land        | Punkte |
| ---- | --------------------- | ----------- | ------ |
| 1    | Irene Schouten        | Niederlande | 300    |
| 2    | Ivanie Blondin        | Kanada      | 270    |
| 3    | Jelisaweta Golubewa   | Russland    | 236    |
| 4    | Linda Rossi           | Italien     | 206    |
| 5    | Claudia Pechstein     | Deutschland | 184    |
| 6    | Maryna Sujewa         | Belarus     | 176    |
| 7    | Karolina Bosiek       | Polen       | 175    |
| 8    | Mareike Thum          | Deutschland | 171    |
| 9    | Marijke Groenewoud    | Niederlande | 156    |
| 10   | Sofie Karoline Haugen | Norwegen    | 156    |

#### Teamverfolgung
| Rang | Land        | Punkte |
| ---- | ----------- | ------ |
| 1    | Kanada      | 240    |
| 2    | Niederlande | 216    |
| 3    | Norwegen    | 192    |
| 4    | Russland    | 172    |
| 5    | Polen       | 160    |
| 6    | Belarus     | 152    |
| 7    | Deutschland | 144    |
| 8    | Schweiz     | 136    |

## Männer

### Weltcup-Übersicht
| Datum           | Austragungsort | Disziplin      | Erster Platz                                                           | Zweiter Platz                                                          | Dritter Platz                                             |
| --------------- | -------------- | -------------- | ---------------------------------------------------------------------- | ---------------------------------------------------------------------- | --------------------------------------------------------- |
| 22. Januar 2021 | Heerenveen     | Teamverfolgung | NiederlandeSven Kramer Chris Huizinga Beau Snellink                    | NorwegenSverre Lunde Pedersen Allan Dahl Johansson Hallgeir Engebråten | KanadaTed-Jan Bloemen Jordan Belchos Connor Howe          |
| 23. Januar 2021 | Heerenveen     | 500 m          | Dai Dai Ntab                                                           | Laurent Dubreuil                                                       | Ruslan Muraschow                                          |
| 23. Januar 2021 | Heerenveen     | 1500 m         | Thomas Krol                                                            | Patrick Roest                                                          | Kjeld Nuis                                                |
| 23. Januar 2021 | Heerenveen     | Massenstart    | Arjan Stroetinga                                                       | Livio Wenger                                                           | Bart Swings                                               |
| 24. Januar 2021 | Heerenveen     | 500 m          | Artjom Arefjew                                                         | Dai Dai Ntab                                                           | Lennart Velema                                            |
| 24. Januar 2021 | Heerenveen     | 1000 m         | Thomas Krol                                                            | Kai Verbij                                                             | Pawel Kulischnikow                                        |
| 24. Januar 2021 | Heerenveen     | 5000 m         | Patrick Roest                                                          | Sven Kramer                                                            | Sergei Trofimow                                           |
| 29. Januar 2021 | Heerenveen     | Teamverfolgung | NorwegenSverre Lunde Pedersen Allan Dahl Johansson Hallgeir Engebråten | KanadaTed-Jan Bloemen Jordan Belchos Connor Howe                       | RusslandDanila Semerikow Sergei Trofimow Danill Aldoshkin |
| 30. Januar 2021 | Heerenveen     | 500 m          | Pawel Kulischnikow                                                     | Laurent Dubreuil                                                       | Dai Dai Ntab Artjom Arefjew                               |
| 30. Januar 2021 | Heerenveen     | 1500 m         | Thomas Krol                                                            | Kjeld Nuis                                                             | Patrick Roest                                             |
| 30. Januar 2021 | Heerenveen     | Massenstart    | Jorrit Bergsma                                                         | Bart Swings                                                            | Livio Wenger                                              |
| 31. Januar 2021 | Heerenveen     | 500 m          | Ronald Mulder                                                          | Hein Otterspeer                                                        | Laurent Dubreuil                                          |
| 31. Januar 2021 | Heerenveen     | 1000 m         | Kai Verbij                                                             | Thomas Krol                                                            | Laurent Dubreuil                                          |
| 31. Januar 2021 | Heerenveen     | 5000 m         | Patrick Roest                                                          | Nils van der Poel                                                      | Sergei Trofimow                                           |

### Weltcupstände
Endstand

#### 500 Meter
| Rang | Name                        | Land        | Punkte |
| ---- | --------------------------- | ----------- | ------ |
| 1    | Dai Dai Ntab                | Niederlande | 200    |
| 2    | Laurent Dubreuil            | Kanada      | 182    |
| 3    | Ronald Mulder               | Niederlande | 180    |
| 4    | Artjom Arefjew              | Russland    | 170    |
| 5    | Wiktor Muschtakow           | Russland    | 145    |
| 6    | Hein Otterspeer             | Niederlande | 144    |
| 7    | Lennart Velema              | Niederlande | 138    |
| 8    | Ihnat Halawazjuk            | Belarus     | 137    |
| 9    | Håvard Holmefjord Lorentzen | Norwegen    | 131    |
| 10   | Piotr Michalski             | Polen       | 130    |

#### 1000 Meter
| Rang | Name                        | Land        | Punkte |
| ---- | --------------------------- | ----------- | ------ |
| 1    | Kai Verbij                  | Niederlande | 114    |
| 2    | Thomas Krol                 | Niederlande | 114    |
| 3    | Hein Otterspeer             | Niederlande | 83     |
| 4    | Laurent Dubreuil            | Kanada      | 80     |
| 5    | Dai Dai Ntab                | Niederlande | 76     |
| 6    | Joel Dufter                 | Deutschland | 75     |
| 7    | Håvard Holmefjord Lorentzen | Norwegen    | 68     |
| 8    | Wesly Dijs                  | Niederlande | 67     |
| 9    | Ihnat Halawazjuk            | Belarus     | 67     |
| 10   | Marten Liiv                 | Estland     | 62     |

#### 1500 Meter
| Rang | Name                  | Land        | Punkte |
| ---- | --------------------- | ----------- | ------ |
| 1    | Thomas Krol           | Niederlande | 120    |
| 2    | Kjeld Nuis            | Niederlande | 102    |
| 3    | Patrick Roest         | Niederlande | 102    |
| 4    | Hallgeir Engebråten   | Norwegen    | 81     |
| 5    | Wesly Dijs            | Niederlande | 74     |
| 6    | Sverre Lunde Pedersen | Norwegen    | 72     |
| 7    | Louis Hollaar         | Niederlande | 69     |
| 8    | Bart Swings           | Belgien     | 68     |
| 9    | Peder Kongshaug       | Norwegen    | 68     |
| 10   | Connor Howe           | Kanada      | 62     |

#### 5000/10.000 Meter
| Rang | Name                | Land        | Punkte |
| ---- | ------------------- | ----------- | ------ |
| 1    | Patrick Roest       | Niederlande | 120    |
| 2    | Sven Kramer         | Niederlande | 97     |
| 3    | Sergei Trofimow     | Russland    | 96     |
| 4    | Davide Ghiotto      | Italien     | 83     |
| 5    | Nils van der Poel   | Schweden    | 79     |
| 6    | Jorrit Bergsma      | Niederlande | 78     |
| 7    | Bart Swings         | Belgien     | 74     |
| 8    | Danila Semerikow    | Russland    | 66     |
| 9    | Hallgeir Engebråten | Norwegen    | 62     |
| 10   | Ruslan Sacharow     | Russland    | 62     |

#### Massenstart
| Rang | Name               | Land               | Punkte |
| ---- | ------------------ | ------------------ | ------ |
| 1    | Bart Swings        | Belgien            | 302    |
| 2    | Livio Wenger       | Schweiz            | 280    |
| 3    | Jorrit Bergsma     | Niederlande        | 270    |
| 4    | Andrea Giovannini  | Italien            | 255    |
| 5    | Harald Silovs      | Lettland           | 236    |
| 6    | Jordan Belchos     | Kanada             | 234    |
| 7    | Joey Mantia        | Vereinigte Staaten | 228    |
| 8    | Stefan Due Schmidt | Niederlande        | 220    |
| 9    | Ian Quinn          | Vereinigte Staaten | 213    |
| 10   | Danila Semerikow   | Russland           | 208    |

#### Teamverfolgung
| Rang | Land        | Punkte |
| ---- | ----------- | ------ |
| 1    | Norwegen    | 228    |
| 2    | Niederlande | 206    |
| 3    | Kanada      | 204    |
| 4    | Russland    | 176    |
| 5    | Italien     | 162    |
| 6    | Belarus     | 140    |
| 7    | Deutschland | 134    |
| 8    | Neuseeland  | 80     |
| 9    | Kasachstan  | 72     |
| 10   | Polen       | 68     |